# Kévin Aymoz
Kévin Aymoz (Échirolles, 1º agosto 1997) è un pattinatore francese.
Ha vinto cinque volte il titolo di campione di Francia (2017, 2019, 2020, 2021 e 2022).

## Biografia
Kévin Aymoz è diventato campione di Francia 2017 di pattinaggio artistico sulla pista di pattinaggio di Caen. 
A livello internazionale ha partecipato due volte ai Campionati mondiali junior (nel 2016 a Debrecen e nel 2017 a Taipei), sei volte ai Campionati europei (nel 2017 a Ostrava e nel 2019 a Minsk) e due volte ai Campionati mondiali senior. Nel 2019 è arrivato secondo, dietro a Yuzuru Hanyū all'Autumn International Championship tenutosi a Oakville, Ontario.
Negli Internationaux de France 2019 è arrivato terzo, vincendo la sua prima medaglia nel Grand Prix nonostante una caduta nel suo programma corto. Nella gara successiva, l'NHK Trophy, ha vinto la medaglia d'argento. Lo stesso anno ha partecipato per la prima volta alla finale del Grand Prix, vincendo la medaglia di bronzo.
Parallelamente alla carriera di pattinatore, ha portato avanti la carriera agonistica nel twirling, diventando campione della France National 2 nel 2016.
Nel giugno 2021 ha fatto coming out come gay nel documentario intitolato Faut qu’on parle diffuso su MyCanal.

## Palmarès
GP: Grand Prix; CS: Challenger Series; JGP: Junior Grand Prix
| Internazionali | Internazionali | Internazionali | Internazionali | Internazionali | Internazionali | Internazionali | Internazionali | Internazionali | Internazionali | Internazionali | Internazionali | Internazionali | Internazionali |
| Evento | 2012–13        | 2013–14        | 2014–15        | 2015–16        | 2016–17        | 2017–18        | 2018–19        | 2019–20        | 2020–21        | 2021–22        | 2022–23        | 2023-24        | 2024-25        |
| --- | -------------- | -------------- | -------------- | -------------- | -------------- | -------------- | -------------- | -------------- | -------------- | -------------- | -------------- | -------------- | -------------- |
| Giochi olimpici invernali |                |                |                |                |                |                |                |                |                | 12°            |                |                |                |
| Campionati mondiali |                |                |                |                |                |                | 11°            | C              | 9°             | 11°            | 4°             |                | 5°             |
| Campionati europei |                |                |                |                | 15°            |                | 4°             | 26°            |                | 7°             | 4°             | 31°            | 22°            |
| GP Finale |                |                |                |                |                |                |                | 3°             |                |                |                | 6°             | 6°             |
| GP della Finlandia |                |                |                |                |                |                |                |                |                |                | 3°             | 3°             | 2°             |
| GP Trophée Eric Bompard |                |                |                |                |                | 10°            | 5°             | 3°             | C              | 9°             | R              |                |                |
| GP NHK Trophy |                |                |                |                |                |                |                | 2°             |                |                |                |                |                |
| GP Skate America |                |                |                |                |                |                |                |                |                |                |                | 2°             | 2°             |
| GP Skate Canada |                |                |                |                |                |                | 7°             |                |                |                |                |                |                |
| CS Autumn Classic |                |                |                |                |                |                | 5°             | 2°             |                |                |                | 2°             |                |
| CS Budapest |                |                |                |                |                |                |                |                |                |                | R              |                |                |
| CS Ice Challenge |                |                |                |                |                |                |                |                |                | R              |                |                |                |
| CS Golden Spin |                |                |                | 12°            |                |                |                |                |                | 7°             |                | R              |                |
| CS Tallinn Trophy |                |                |                | 7°             |                |                |                |                |                |                |                |                |                |
| CS U.S. Classic |                |                |                |                |                |                |                |                |                |                | 2°             |                |                |
| CS Warsaw Cup |                |                |                |                | 10°            |                |                |                | C              |                | 1°             |                |                |
| Denkova-Staviski Cup |                |                |                |                |                | 1°             |                |                |                |                |                |                |                |
| Golden Bear |                |                |                |                | 1°             |                |                |                |                |                |                |                |                |
| Lombardia Trophy |                |                |                | 3°             |                |                |                |                |                |                |                |                |                |
| NRW Trophy |                |                | 8°             |                |                |                |                |                |                |                |                |                |                |
| Coupe du Printemps |                |                | 2°             |                |                |                |                |                |                |                |                |                |                |
| Road to 26 Trophy |                |                |                |                |                |                |                |                |                |                |                |                | 1°             |
| Winter Star |                |                |                |                |                |                |                |                | 1°             |                |                |                |                |
| Internazionali: Junior |                |                |                |                |                |                |                |                |                |                |                |                |                |
| Campionati mondiali |                |                |                | 9°             | 7°             |                |                |                |                |                |                |                |                |
| JGP Francia |                |                |                |                | 4°             |                |                |                |                |                |                |                |                |
| JGP Lettonia |                |                |                | 4°             |                |                |                |                |                |                |                |                |                |
| JGP Slovenia |                |                |                |                | 6°             |                |                |                |                |                |                |                |                |
| Cup of Nice |                |                | 3°             |                |                |                |                |                |                |                |                |                |                |
| Gardena Spring Trophy | 4°             | 3°             |                |                |                |                |                |                |                |                |                |                |                |
| Lombardia Trophy |                | 1°             | 1°             |                |                |                |                |                |                |                |                |                |                |
| Rooster Cup | 2nd N          |                |                |                |                |                |                |                |                |                |                |                |                |
| Nazionali |                |                |                |                |                |                |                |                |                |                |                |                |                |
| Campionati francesi | 6°             | 5°             | 5°             |                | 1°             | 2°             | 1°             | 1°             | 1°             | 1°             | 2°             | 7°             | 1°             |
| Campionati francesi junior | 3°             | 3°             | 1°             | 1°             |                |                |                |                |                |                |                |                |                |
| Master's de Patinage | 4° J           | R              | 2° J           | 1° J           | 5°             |                | 1°             | 1°             | 1°             | 3°             | R              | 2°             | 7°             |
| Eventi a squadre |                |                |                |                |                |                |                |                |                |                |                |                |                |
| Japan Open |                |                |                |                |                |                |                |                |                |                |                | 3° S 4° P      |                |
| World Team Trophy |                |                |                |                | 6° S 11° P     |                | 4° S 9° P      |                | 5° S 4° P      |                | 5° S 3° P      |                | 4° S 7° P      |
| A = Assegnato; R = Ritirato; C = Evento cancellato Livello: N = Advanced novice; J = Junior S = Risultato della squadra; P = Risultato personale. Medaglie assegnate solo per il risultato della squadra. |                |                |                |                |                |                |                |                |                |                |                |                |                |